# Ruslands nationalsang
 For alternative betydninger, se Ruslands nationalsang (flertydig). (Se også artikler, som begynder med Ruslands nationalsang)
Den Russiske Føderations Statshymne (russisk: Госуда́рственный гимн Росси́йской Федера́ции, tr. Gosudarstvennyyj Gimn Rossiyskoj Federatsii; IPA: [ɡəsʊˈdarstvʲɪnɨj ˈɡʲimn rɐˈsʲijskəj fʲɪdʲɪˈratsɨj])
er Den Russiske Føderations nationalsang. Den har samme melodi som den gamle sovjetiske nationalsang af Aleksandr Aleksandrov fra 1939, men ny tekst af Sergej Mikhalkov, som sammen med Gabriel El-Registan havde skrevet teksten til den originale sovjetiske nationalsang. Fra 1944 erstattede den Internationale som en ny, mere sovjetisk og russisk nationalsang. Den samme melodi, men uden teksten efter opgøret med Stalins eftermæle, blev anvendt efter 1956. En ny tekst blev skrevet af Sergej Mikhalkov i 1970, som lagde mindre vægt på Anden Verdenskrig og mere vægt på kommunismens sejr, blev godkendt i 1977.
Den Russiske SFSR var den eneste Sovjetrepublik, der ikke havde sin egen nationalsang. Den tekstløse "Den Patriotiske Sang" komponeret i 1833 af Mikhail Glinka blev officielt indført i 1990 af den Russiske SFSR's Øverste Sovjet og stadfæstet i 1993 efter Sovjetunionens sammenbrud af Ruslands præsident Boris Jeltsin. Denne hymne viste sig at være upopulær både hos det russiske folk, mange politikere og offentlige personligheder pga. melodien og den manglende tekst, som gjorde det svært at inspirere russiske atleter under sportkonkurrencer. Den russiske regering iværksatte en konkurrence om at skrive en tekst til den upopulære hymne, men ingen af forslagene blev vedtaget.
Glinkas hymne blev erstattet kort efter Jeltsin efterfølger Vladimir Putins magtovertagelse i år 2000. Statsdumaen fastsagde og godkendte i december 2000 musikken fra den gamle sovjetiske nationalsang med ny tekst af Mikhalkov. Denne tekst skulle i følge regeringen fremkalde og lovprise russisk historie og traditioner. Jeltsin kritiserede Putin for at have støttet genintroduktionen af den sovjetiske nationalsang, selvom meningsmålinger viste at mange russere støttede beslutningen.
Den offentlige mening om nationalsangen er blandede blandt russerne. En meningsmåling fra 2009 viste at 56% svarede at de følte stolhed, når de hørte nationalsangen, mens 25% svarede at de kunne lide den.

## Tidligere nationalsange
Før "Russernes Bøn" (russisk: Молитва русских, tr. Molitva russkikh) blev valgt som Det Russiske Kejserriges nationalsang i 1816,, anvendtes forskellige salmer og militærmarcher for at ære landet og kejserne, bl.a. "Lad Sejrens Torden buldre!" *(russisk: Гром победы, раздавайся!, tr. Grom pobedy, razdavajsja!) og "Hvor Prægtig er Vor Herre i Sion" (russisk: Коль славен наш Господь в Сионе, tr. Kol' slaven nasj Gospod' v Sione). "Russernes Bøn" blev taget i brug i 1816 og var med tekst af Vasilij Zjukovskij og med samme melodi som den britiske nationalsang "God Save the King". Ruslands hymne var også inspireret af Frankrig og Hollands nationalsange og af den patriotiske britiske sang "Rule, Britannia!".
I 1833 fik Vasilij Zjukovskij til opgave at skrive teksten til et musikstykke af Aleksej Lvov kaldet "Det Russiske Folks Bøn", bedre kendt som "Gud, bevar tsaren!" (russisk: Боже, Царя храни!, tr. Bozje, Tsarja khrani). Den blev vel modtaget af kejser Nikolaj 1. af Rusland, der valgte hymnen som den næste nationalsang for Det Russiske Imperium. Hymnens musikalske stil havde lighed med andre hymner anvendt af europæiske monarker. "Gud, bevar Tsaren!" blev første gang fremført den 8. december 1833 på Bolsjojteatret i Moskva. Den blev senere fremført i Vinterpaladset på 1. Juledag efter ordre fra Nikolaj 1. Offentlige fremføringer af hymnen begyndte i operahusene i 1834, men den var først blevet bredt kendt i Det Russiske Imperium i 1837.
"Gud, bevar tsaren" forblev i brug indtil Februarrevolutionen (Rusland), hvor det russiske monarki blev styrtet. Efter monarkiets fald i marts 1917 blev "Arbejdernes Marseillaise" (russisk: Рабочая Марсельеза, tr. Rаbotjaja Marsel'еza), den franske nationalsang Marseillaisen med ændringer og russisk tekst af Pjotr Lavrov, anvendt som uofficiel hymne af den Provisoriske Regering. De ændringer som Lavrov havde lavet til Marseillaisen inkluderede et skift fra 2/2-takt til 4/4-takt og musikharmonisering for at få den til at lyde mere russisk. Den blev anvendt ved regeringmøder, velkomstceremonier for diplomater og statsbegravelser.
Efter at Bolsjevikkernes havde styrtet den Provisoriske Regering under Oktoberrevolutionen blev hymnen for den internationale revolutionære socialisme "Internationale" gjort til ny nationalsang. Teksten var skrevet af Eugéne Pottier og musikken komponeret af Pierre Degeyter i 1871 for at ære oprettelsen af den Anden Internationale. I 1902 havde Arkadij Kots oversat Pottiers tekst til russisk og ændret sangens grammatiske tid for at give den en mere beslutsom karakter. Den første større anvendelse af sangen var ved bisættelsen af ofrene for Februarrevolutionen i Petrograd. Lenin ønskede også at "Internationale" blev spillet oftere, fordi den var mere socialistisk og ikke kunne forveksles med den franske nationalsang. Andre personer i det nye sovjetiske styre mente at der var for meget bourgeoisi over "Marseillaisen. "Internationale" blev anvendt som nationalsangen for Sovjetrusland fra 1918, og antaget af den i 1922 oprettede Union af Sovjetiske Socialistiske Republikker og anvendt indtil 1944.

## Den sovjetiske nationalsang efter 1944

### Melodi
Nationalsangens melodi komponeret af Aleksandr Aleksandrov er tidligere blevet brugt i forskellige hymner og kompositioner. Melodien blev første gang anvendt til "Bolsjevikpartiets Hymne" fra 1939. Da Komintern blev opløst i 1943 mente regeringen, at da "Internationale" historiske set havde været forbundet med Komintern, måtte den erstattes af Hymnen til Sovjetunionen. Aleksandrovs melodi blev valgt efter en konkurrence til den nye hymne af Josef Stalin i 1943. Stalin roste sangen for at indfri det som en nationalsang skulle være, selvom han kritiserede sangens orkestrering.
Som svar gav Aleksandrov skylden for problemerne til Viktor Knusjevitskij, der havde haft ansvaret for orkestrere de tilmeldte melodier i konkurrencens sidste runder. Da han skrev den bolsjevitiske partihymne, havde Aleksandrov indføjet dele fra hans sang "Det er blevet bedre at leve" (жить стало лучше), en musikalsk komedie, som han havde komponeret. Denne komedie var baseret på et slogan, som Stalin havde anvendt første gang i 1935. Over 200 forslag var blevet sendt ind, også fra bl.a. berømte russiske komponister som Dmitrij Sjostakovitj, Aram Khatjaturjan og Iona Tuskija. Sjostakovitj og Khatjarturjans fælles forslag blev senere til "Den Røde Hærs Sang", og Khatjarturjan skrev også "Hymnen til den Armenske SSR". Boris Aleksandrov, Aleksandrs søn indsendte også et forslag. Hans forslag "Længe leve vor Stat" (russisk: Да здраствует наша держава, tr. Da zdrastvujet nasja derzjava) blev en populær patriotisk sang og blev antaget som nationalsang af Transnistrien.
Under debatten om nationalsangen i 2000 bemærkede Boris Gryzlov, lederen af Partiet Enhed, at Aleksandrovs melodi havde lighed med "Bylina", en ouverture fra 1892 af Vasilij Kallinikov. Tilhængere af den sovjetiske hymne nævne også dette i de forskellige debatter i Statsdumaen om ændringen af nationalsangen, men der er ingen beviser for at Aleksandrov bevidst havde lånt stykker fra "Bylina" til sit værk.

### Tekst
Efter at have valgt Aleksandrovs melodi til den nye nationalsang, manglede Stalin at finde en ny tekst. Han mente at sangen var kort, og da Den Store Fædrelandskrig stadig var i gang, skulle den fortælle om Tysklands forestående nederlag til den Røde Hær. Digterne Sergej Mikhalkov og Gabriel El-Registan blev kaldt til Moskva af en fra Stalins stab og beordret til at omskrive teksten til Aleksandrovs melodi. De blev instrueret i at bevare versene som de var, men at finde en måde på at ændre omkvædet som beskrev "et land af Sovjetter". Da de var for svært at udtrykke konceptet om Den Store Fædrelandskrig i sangen, var den idé blevet opgivet i den version som El-Registan og Mikhalkov havde færdiggjort over natten. Efter et par mindre ændringer for at fremhæve det russiske fædreland, godkendte Stalin hymnen og havde den offentliggjort den 7. november 1943, inklusive strofen om Stalin, der havde "opfostret til troen på folket". Den reviderede hymne blev bekendtgjort til alle sovjetrepublikker den 1. januar 1944 og blev gjort officiel den 5. marts 1944.
Efter Stalins død i 1953 gennemgik den sovjetiske regering hans eftermæle. Regeringen begyndte Afstaliniseringen, som medførte bagatellisering af Stalins rolle og overførslen af hans lig fra Lenins mausoleum til Kremlmurens nekropolis. Derudover blev El-Registan og Mikhalkovs tekst til hymnen officielt fjernet af den sovjetiske regering i 1956. Hymnen blev stadig anvendt af den sovjetiske styre, men uden nogen officiel tekst. Uofficielt blev denne version kendt som "Sangen uden Ord". Mikhalkov skrev en ny tekst i 1970, men den blev ikke indleveret til Den Øverste Sovjets præsidium før den 27. maj 1977. Den nye tekst, der havde fjernet ethvert ord om Stalin, blev godkendt den 1. september, og blev gjort til officiel med offentliggørelsen af den nye sovjetiske forfatning i oktober 1977. Som forfatter til teksten fra 1977 blev Mikhalkov nævnt, mens El-Registan, der var død i 1945, af uvisse årsager ikke blev nævnt.

## "Den Patriotiske Sang"
I lyset af Sovjetunionens snarlige kollaps i det tidlige 1990, var der brug for en ny nationalsang til at hjælpe med at definere den reorganiserede nation og til at tage afstand til den sovjetiske fortid. Formanden for den Russiske SFSRs Øverste Sovjet Boris Jeltsin blev rådet til at genindføre "Gud, bevar Tsaren" med omskrevet tekst. Han valgte imidlertid i stedet et musikstykke af Mikhail Glinka. Værket kendt som "Den Patriotiske Sang" (russisk: Патриотическая песня, tr. Patriotitjeskaja pesnja) var et tekstløst pianostykke fundet efter Glinkas død. "Den Patriotiske Sang" blev fremført foran den Russiske SFSR's Øverste Sovjet den 23. november. Sangen blev ved Den Øverste Sovjets dekret bekendtgjort som den nye russiske nationalsang samme dag. Denne hymne blev ment til at være permanent, som det kan ses i det parlamentære udkast til en forfatning, som blev godkendt og lavet udkast til af Den Øverste Sovjet, De Folkedeputeredeskongres og dets forfatningskommission (den sidste formelt ledet af Ruslands præsident). Udkastet nævner bl.a. at:
Den Russiske Føderations Nationalsang er "Den Patriotiske Sang" af Mikhail Glinka. Teksten til Den Russiske Føderations Nationalsang skal være godkendt af føderal lov.
Men striden mellem præsidenten og De Folkedeputeredeskongres gjorde vedtagelsen af dette udkast mindre sandsynligt. Kongressen arbejdede mere og mere over mod en omskrivning af 1978 forfatningen, mens præsidenten fortsatte henimod en helt ny forfatning, som ikke definerede statssymboler. Efter forfatningskrisen i 1993 og blot en dag før folkeafstemningen om den russiske forfatning, udsendte Boris Jeltsin den 11. december 1993 et præsidentdekret, der bevarede "Den Patriotiske Sang" som Ruslands nationalsang. Men dette dekret var provisorisk, da udkastet til forfatningen, der blev vedtaget dagen efter, eksplicit henførte denne sag til lovgivning, vedtaget af parlamentet. Ifølge forfatningen artikel 70, kræver statssymboler, som er nationalsang, flag og våbenskjold, nærmere definition af fremtidig lovgivning. Da det havde forfatningsmæssig karakter, kræver en ændring totredjedelsflertal i Statsdumaen.
Mellem 1994 og 1999 blev der afholdt flere afstemninger i Statsdumaen for at bevare "Den Patriotiske Sang" som Ruslands officielle nationalsang. Det mødte dog stor modstand fra medlemmer af det russiske kommunistparti, der ønskede at vendte tilbage til den sovjetiske hymne. Da ingen nationalsang kunne blive godkendt uden totredjedelsflertal, betød uenigheden i Statsdumaen at ingen beslutning om nationalsang kunne blive taget i næsten et årti.

### Krav om tekst
Da "Den Patriotiske Sang" blev anvendt som nationalsang, havde den aldrig en officiel tekst. Hymnen gav hos nogen et positivt indtryk, da den ikke havde nogle træk fra den sovjetiske fortid, og fordi offentligheden anså Glinka som en patriot og ægte russer. Manglen på teksten forblev dog imidlertid "Den Patriotiske Sang" svaghed. Flere forsøg blev gjort på at komponere en tekst til hymnen, inklusiv en konkurrence, hvor alle russiske borgere kunne deltage. En komite, der var blevet oprettet af regeringen, gennemgik mere 6.000 forslag, og 20 af dem blevet fremført af et orkester inden den sidste afstemning.
Den eventuelle vinder var Viktor Radugins "Æret være, Rusland" (russisk: Славься, Россия!, tr. Slav'sja, Rossija!). Imidlertid blev ingen af teksterne officielt antaget af hverken Jeltsin eller den russiske regering. En af årsagerne, der delvist forklarede fraværet af teksten, var det originale mål i Glinkas komposition: Hyldesten af tsaren og den russisk-ortodokse kirke. Andre klagede at sangen var svær at huse, uinspirerende og musikalsk kompliceret. Det var en af de få nationalsange, der manglede officiel tekst i den periode. De andre tekstløse nationalsange i perioden fra 1990 til 2000 var Hvideruslands "My Belarusy" (indtil 2002), Spaniens "Marcha Real" og Bosnien-Hercegovinas "Intermecco".

## Nuværende udgave
Debatten om nationalsang blev intensiveret i oktober 2000, da Jeltsins efterfølger Vladimir Putin kommenterede , at de russiske atleter ikke kunne synge med på nationalsangen under medaljeoverrækkelsen under Sommer-OL i 2000. Putin kommentar satte gang i den offentlige debat, og han bragte sagen til Statrådet. CNN rapporterede også at fodboldspillere fra Spartak Moskva klagede over at den tekstløse hymne "svækkede deres moral og optræden". To år tidligere under VM i fodbold 1998 havde spillere fra det russiske hold kommenteret, at den tekstløse nationalsang ikke havde inspireret dem til "en stor patriotisk optræden".
Under et møde i Føderationsrådet i november bekendtgjorde Putin at fastsættelsen af nationalsymboler (nationalsang, sang og våbenskjold) skulle være en topprioritet for landet. Putin ønskede, at den tidligere sovjetiske nationalsang skulle vælges som den nye russiske nationalsang, men henstillede kraftigt til at den fik en ny tekst. Han sagde dog ikke noget om hvor meget af teksten fra den gamle sovjetiske hymne skulle bevares i den nye hymne. Putin fremlagde den 4. december 2000 loven "Om den Russiske Føderations Nationalsang" til Statsdumaen til afstemning . Med stemmerne 381 for, 51 imod og 1 blank blev Aleksandrovs melodi vedtaget som nationalsang den 8. december 2000. Efter afstemningen nedsattes en komite, der skulle finde teksten til nationalsangen. Efter at have modtaget over 6.000 forslag fra alle russiske samfundslag, valgte komiteen en tekst af Sergej Mikhalkov til nationalsangen.
Inden den officielle vedtagelse af teksten, udsendte styret en del af nationalsangen, som refererede til flaget og våbenskjoldet:
 Dens mægtige vinger er bredt ud over os
Den russiske ørn svæver højt oppe
Fædrelandets trikoloresymbol
Leder Ruslands folk mod sejr

 — Kilde fra Kreml, 
De ovennævnte strofer var blevet fjernet fra den endelige version at teksten. Efter at loven var blevet godkendt af Føderationsrådet den 20. december, trådte loven "Om den Russiske Føderations Nationalsang" i kraft efter Putins underskriftden 25. december 2000, og dermed var Aleksandrovs melodi atter Ruslands nationalsang. Loven blev bekendtgjort dagen efter i den officielle regeringsavis "Rossijskaja Gazeta". Den nye nationalsang blev første gang fremført under en ceremoni i Det Store Kremlpalads i Moskva, hvor Mikhalkovs nye tekst officielt blev en del af nationalsangen.
Ikke alle støttede vedtagelsen af den nye nationalsang. Jeltsin mente, at Putin ikke skulle have ændret nationalsangen bare for "blindt at følge folkestemningen". Jeltsin følte også, at genindførelsen af den sovjetiske melodi var et skridt på vejen for at fjerne de postkommunistiske reformer, der havde fundet sted siden Ruslands selvstændighed og Sovjetunionens opløsning. Dette var en få gange Jeltins offentligt kriticerede Putin.
Det liberale politiske parti Jabloko erklærede at genindførelsen af den sovjetiske hymne "øgede skismaet i det russiske samfund". Den sovjetiske hymne blev støttet af det Kommunistiske Parti og Putin selv. De andre nationalsymboler anvendt af Rusland siden 1990, det rød-blå-hvide flag og våbenskjoldet med den dobbelthovede ørn, blev også lovmæssigt godkendt af Putin i december 2000, og dermed enten debatten om nationalsymbolerne. Efter symbolernes fastsættelse, bekendtgjorde Putin på tv, at dette træk var nødvendigt for at hele Ruslands fortid og sammensmelte sovjettiden med Ruslands historie. Han erklærede også, at selvom Ruslands vej mod demokrati ikke vil stoppe, vil en afvisning af sovjetæraen efterlade deres mødre og fædres liv blottet for mening. Det tog en vis tid for det russiske folk at gøre sig fortrolig med hymnens tekst, atleterne var kun i stand til at nynne med på nationalsangen under medaljeceremonierne under Vinter-OL i 2002.

## Officiel tekst
| Russisk | Transliteration | Dansk (uofficiel) oversættelse |
| --- | --- | --- |
| Россия — священная наша держава, Россия — любимая наша страна. Могучая воля, великая слава — Твоё достоянье на все времена! Припев: Славься, Отечество наше свободное, Братских народов союз вековой, Предками данная мудрость народная! Славься, страна! Мы гордимся тобой! От южных морей до полярного края Раскинулись наши леса и поля. Одна ты на свете! Одна ты такая — Хранимая Богом родная земля! Припев Широкий простор для мечты и для жизни Грядущие нам открывают года. Нам силу даёт наша верность Отчизне. Так было, так есть и так будет всегда! Припев | Rossija — svjasjtjennaja nasja derzjava, Rossija — ljubimaja nasja strana. Mogutjaja volja, velikaja slava — Tvojo dostojanje na vse vremena! Pripev: Slav'sja, Otetjestvo nasje svobodnoje, Bratskikh narodov sojuz vekovoj, Predkami dannaja mudrost' narodnaja! Slav'sja, strana! My gordimsja toboj! Ot juzjnykh morej do poljarnogo kraja Raskinulis' nasji lesa i polja. Odna ty na svete! Odna ty takaja — Khranimaja Bogom rodnaja zemlja! Pripev Shirokij prostor dlja metjty i dlja sjizni. Grjadusjtjije nam otkryvajut goda. Nam silu dajot nasja vernost' Otchisne. Tak bylo, tak jest' i tak budet vsegda! Pripev | Rusland — vor hellige magt, Rusland — vort elskede land. Mægtig vilje, stor ære — Er din arv for evigt! Omkvæd: Æret være, vort frie fædreland, En århundredgammel union af brødrefolk, Af Forfædrene given folkelig visdom! Æret være, landet! Vi er stolte af dig! Fra de sydlige have til polarområdet Breder vores skove og marker sig. Der er kun en som dig i verdenen! Du er unik — Af Gud er beskyttet vort hjemland! Omkvæd Bredde vidder til drømme og til liv Fremtiden vil åbne årene for os. Vor styrke gives af vor tro på fædrelandet. Sådan har det været, sådan er det, og sådan vil det altid være! Omkvæd |

## Lovgivning
- Правительство Российской Федерации. Указ Президента РФ от 11.12.93 N 2127 "О Государственном гимне Российской Федерации". Russisk.
- Government of the Russian Federation. Federal Constitutional Law of the Russian Federation – About the National Anthem of the Russian Federation; 2000-12-25.
- Kremlin.ru. Указ Президента Российской Федерации от 30.12.2000 N 2110; 2000-12-30 [archived 4. juni 2011; Hentet 22. marts 2020]. Russisk.
- Правительство Российской Федерации. Part IV of Civil Code No. 230-FZ of the Russian Federation. Article 1259. Objects of Copyright; 2006-12-18. Russisk.